# Jægerbruden
Jægerbruden (tysk originaltitel: Der Freischütz) er en tysk romantisk opera i tre akter komponeret af Carl Maria von Weber i 1821. Handlingen udspiller sig i Böhmen lige efter Trediveårskrigen. Libretto er af Johann Friedrich Kind baseret på fortællingen Der wilde Jäger fra Gespenster-Geschichten af Johann August Apel og Friedrich Laun.

## Historie
Jærgerbruden er den berømteste tyske romantiske opera før Wagner. Ouverturen er et fuldendt tonedigt som senere hos Wagner, og ikke bare et udtog af operaens vigtigste melodier.
Operaen blev uropført på Königliches Schauspielhaus i Berlin den 18. juni 1821.

## Handling
Handlingen udspiller sig i Böhmen kort efter trediveårskrigens afslutning i 1648.
I operaen findes alt, hvad der er typisk for romantikkens operaer: folkesagn, overnaturlighed, skovromantik, naturmystik og menneskets forskrivelse.

## Berømte uddrag
- Ouverturen
- Akt 1. Durch die Wälder (Max)
- Akt 2. Leise, leise, fromme Weise (Agathe)
- Akt 3. Und ob die Wolken (Agathe); jægernes kor[1]

## Eksterne links
- Wikimedia Commons har flere filer relateret til Jægerbruden